# أنصار الدين
أنصار الدين «حركة انصار الدين» هي حركة شعبية جهادية زعيمها التقليدي إياد أغ غالي وهو من أبناء أسر القيادات القبلية التاريخية لقبائل الايفوغاس الطوارقية قادت التمرد المسلح ضد القوات المالية في بداية تسعينات القرن الماضي.

## البداية
بعد توقيع اتفاقية السلام بين الحكومة المالية والمتمردين الطوارق عام 1992 عمل قنصلا عاما لجمهورية مالي في جدة لكنه عاد إلى أزواد واتخذ من سلسلة جبال اغارغا مقرا له وبدا في تجميع المقاتلين الطوارق ليكون نواة تنظيمه الجديد «حركة انصار الدين». وتداعى اليه الإلاف من أبناء قبيلته الايفوغاس التي ينتمي إليها وبعض المقاتلين من قبائل طوارقية أخرى فيما بدى واضحا انه استثمار لمكانته الاجتماعية، شرع في الثورة المسلحة في إقليم ازواد فجاءت الاستجابة لدعوة اياد غالي مزدوجة حيث تلبي البعد القبلي والقومي الانفصالي لدى الطوارق وتتناغم مع الدعوة الجهادية المنتشرة في المنطقة.

## دولة أزواد الإسلامية

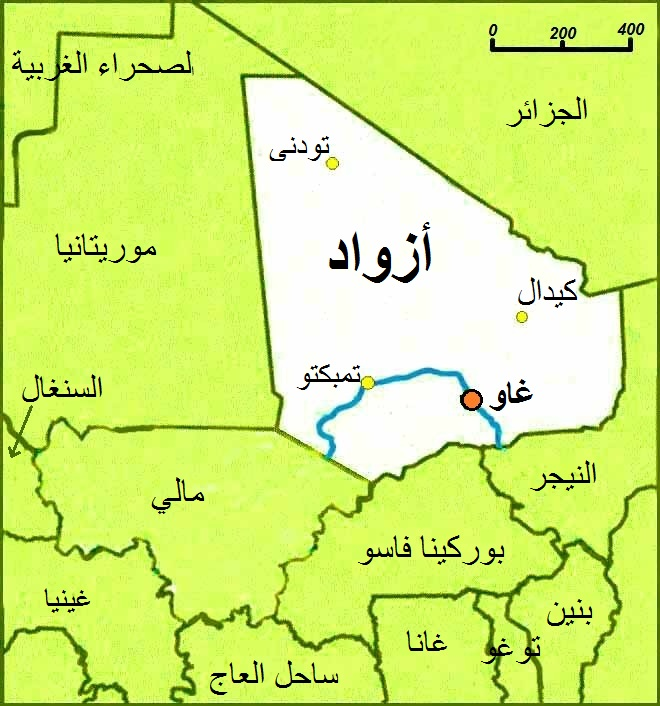
خارطة دولة أزواد

بحلول عام 2012م سيطرت حركة انصار الدين على مدن تمبكتو وكيدال وغاو وطردت الجيش المالي
من إقليم إزواد واعلنت قيام دولة أزواد الإسلامية وتطبيق الشريعة ومشاركة السلطة مع حلفاءها الحركة الوطنية لتحرير أزواد.

## النشاطات العسكرية
شن اياد غالي نشاطه العسكري بالهجوم غلى مدينة اغيلهوك في أقصى الشمال المالي حيث توجد قاعدة عسكرية محصنة تابعة للجيش المالي سيطر عليها ثم ما لبث ان هاجم قاعدة تساليت العسكرية وتمكن من اقتحامها والسيطرة عليها واسر الجنود الماليين.
واعلن عزمه تطبيق الشريعة الإسلامية في المناطق الواقعة تحت سيطرة حركته حيث أسس مجالس محلية تسير شؤون المدن والبلدات التي سقطت في يد مقاتليه.
تحالف انصار الدين مع الحركة الوطنية لتحرير أزواد والتي شنت غزوة على مدينة «منيكا» بشمال شرق أزواد في شهر يناير الماضي، وسيطرتها لاحقا على مدينة «ليرة» في القسم الغربي لأزواد قرب الحدود مع موريتانيا.
تحالفت انصار الدين مع حركة الجهاد والتوحيد ووهي نسخة عربية من حركة «أنصار الدين» الطوارقية، وهي كتائب خاصة بالمقاتلين من أبناء القبائل العربية في أزواد.

## عدم ارتباط أنصار الدين بالقاعدة
خلافاً لما يروج له الاعلام الفرنسي والغربي، أعلن سندا ولد بوعمامة المتحدث باسم حركة انصار الدين أن حركة أنصار الدين ليست جزء من القاعدة، وأن زعيمها إياد أغ غالي لم يبايع الظواهري أو بن لادن، وقال أن أنصار الدين هدفها رفع الظلم عن أهل ازواد واقامة دولة عادلة تقام بها الشريعة الإسلامية، ولا نية لنا باي عمل عدواني ضد أي دولة مجاورة وأن عملهم ينحصر داخل ازواد.